# Asoci de Sper
Asoci Bagratuní o Asoci de Sper fou un príncep armeni establert a la regió de Sper (Ispir) pels romans d'Orient el 837. Era fill de Xapuh Bagratuní († 824), príncep de Taik i nebot de d'Asoci IV Bagratuní (que era germà del seu pare).
El 837 els romans d'Orient van envair Armènia i encara que es van retirar tot seguit a les zones de frontera buscaven fortaleses que dominessin un territori a l'entorn amb població grega per evitar les penetracions musulmanes; així a Ispir (Sper) deixaren instal·lar a Asoci amb títol de cònsol. La capital del domini es va establir a la població d'Ashkharaberd o Asharhaberd. Asoci fou fidel a l'aliança romana d'Orient i va combatre sempre als musulmans sol o amb ajuda dels grecs.
Asoci de Sper va morir a una data no coneguda però anterior al 850 quan ja s'esmenta com a príncep al seu fill Galabar Ishkhanik (o Grigor Ishkhanik) que al contrari que el seu pare va fer la guerra als romans d'Orient.

## Referència
- René Grousset, Histoire de l'Arménie des origines à 1071, Paris, Payot, 1947 (réimpr. 1973, 1984, 1995, 2008), 644 p., p. 188-210.